# Aude Biannic
Aude Biannic (Landerneau, 27 maart 1991) is een Frans wielrenner, die sinds 2018 rijdt voor het Spaanse Movistar Team.
Biannic kwam ook uit voor de Frankrijk bij de wegwedstrijd tijdens de Olympische Zomerspelen 2012 in Londen. Hier finishte ze als tiende. In 2018 won ze het Frans kampioenschap op de weg. Na Parijs-Roubaix 2024 ging ze met zwangerschapsverlof. Op 6 november beviel ze van een zoon. In mei 2025 maakte ze haar comeback.

## Palmares
2011
2e in 4e etappe Ronde van Bretagne
2013
 Frans kampioenschap op de weg, elite
4e etappe Giro della Toscana
2014
 Frans kampioenschap tijdrijden, elite
3e in eindklassement La Route de France
2015
 Frans kampioenschap tijdrijden, elite
2016
3e in 4e etappe Giro Rosa
2017
 Frans kampioenschap tijdrijden, elite
2018
 Frans kampioen op de weg, elite

#### Resultaten in voornaamste wedstrijden
| Jaar | Ronde van Italië | Ronde van Frankrijk | Ronde van Spanje |
| ---- | ---------------- | ------------------- | ---------------- |
| 2013 | 45e              |                     |                  |
| 2014 |                  |                     |                  |
| 2015 |                  |                     |                  |
| 2016 | 80e              |                     |                  |
| 2017 | 75e              |                     |                  |
| 2018 | 71e              |                     |                  |
| 2019 | 71e              |                     |                  |
| 2020 | 66e              |                     |                  |
| 2021 | 68e              |                     |                  |
| 2022 | 106e             | 94e                 |                  |
| 2023 | 104e             | 84e                 | 84e              |
| 2024 |                  |                     |                  |
| 2025 | 68e              | 77e                 |                  |

## Ploegen
- 2013 -  S.C. Michela Fanini Rox
- 2014 -  Lointek
- 2015 -  Poitou-Charentes.Futuroscope.86
- 2016 -  Poitou-Charentes.Futuroscope.86
- 2017 -  FDJ Nouvelle-Aquitaine Futuroscope
- 2018 -  Movistar Team
- 2019 -  Movistar Team
- 2020 -  Movistar Team
- 2021 -  Movistar Team
- 2022 -  Movistar Team
- 2023 -  Movistar Team
- 2024 -  Movistar Team
- 2025 –  Movistar Team

Biannic · Bravard · Demay · Dreville · Duval · Eraud · Fournier · Gillow · Guilman · Knetemann · Richioud · Yonamine
Biannic · García · González · Jasińska · Llamas · Merino · Neylan · Oyarbide · Rodríguez · Teruel
Biannic · Fournier · García · González · Gutiérrez · Jasińska · Llamas · Merino · Oyarbide · Rodríguez · Teruel
Aalerud · Biannic · Erić · González · Guarischi · Gutiérrez · Merino · Oyarbide · Rodríguez · Teruel
Aalerud · Biannic · Erić · González · Guarischi · Gutiérrez · Martín · Norsgaard · Oyarbide · Rodríguez · Teruel · Thomas · Van Vleuten
Aalerud · Biannic · Erić · Gigante · González · Guarischi · Gutiérrez · Martín · Norsgaard · Oyarbide · Patiño · Rodríguez · Sierra · Van Vleuten
Aalerud · Biannic · Bjerg · Erić · Gigante · González · Gutiérrez · Lippert · Mackaij · Martín · Meijering (vanaf 1/5) · Oyarbide · Patiño · Rodríguez · Sierra · Van Vleuten
Baril · Biannic · Bjerg · Erić · Ferguson (stage vanaf 1/8) · Gutiérrez · Lippert · Mackaij · Martín · Meijering · Patiño · Laura Ruiz Pérez · Lucía Ruiz Pérez · Sierra · Steels
Baril · Biannic · Erić · Ferguson · Gutiérrez · Lippert · Lloyd · Mackaij · Magalhães · Martín · Meijering · Ostiz (stage vanaf 1/8) · Patiño · Laura Ruiz Pérez · Lucía Ruiz Pérez · Reusser · Sierra · Steels